# Javier Pérez Mateo
Javier Pérez Mateo (Cabanillas del Campo, provincia de Guadalajara, 14 de agosto de 1995), más conocido como Javi Pérez, es un futbolista español que juega de centrocampista en las filas de la S. D. Huesca de la Segunda División de España.

## Trayectoria
Se formó en el fútbol base del Club Deportivo Guadalajara, con el que llegó a debutar con el primer equipo y jugar una promoción de ascenso a Segunda División. Posteriormente pasó por la U. D. Almería "B" y el Real Valladolid C. F. "B".
El 7 de junio de 2018 debutó con el primer equipo del Real Valladolid C. F. en las semifinales de promoción de ascenso a Primera División. Sustituyó, con el dorsal '44', a Anuar Tuhami y disputó los últimos cinco minutos del partido en la victoria por tres goles a uno frente al Real Sporting de Gijón.
El 19 de julio de 2019 se unió a la U. D. Ibiza después de llevar disputados 131 partidos en la Segunda División B. En marzo de 2020, tras haber participado en casi la totalidad de los partidos que el equipo había jugado, renovó su contrato por un año más. Unas semanas antes disputó la eliminatoria de dieciseisavos de final de la Copa del Rey frente al F. C. Barcelona en la que marcó el gol del conjunto ibicenco.
El 23 de mayo de 2021 lograron el ascenso a la Segunda División tras vencer en la final del play-off de ascenso al UCAM Murcia C. F. en el Nuevo Vivero. En esta nueva andadura por la categoría de plata disputó 30 encuentros.
El 29 de agosto de 2022 rescindió su contrato y al día siguiente firmó por el Burgos C. F. En este equipo estuvo un año en el que no jugó ningún partido por culpa de las lesiones. De la última de ellas se recuperó con los médicos de la A. D. Alcorcón, que le hizo un contrato a mediados de noviembre. Allí pudo volver a jugar y disputó 24 partidos en los que marcó dos goles.
El 31 de julio de 2024 fichó por la S. D. Huesca por una temporada.

## Clubes
Actualizado al último partido disputado el 2 de junio de 2024.
| Club                      | País          | Año           | Partidos | Goles |
| ------------------------- | ------------- | ------------- | -------- | ----- |
| C. D. Guadalajara         | España        | 2013-2015     | 51       | 8     |
| U. D. Almería "B"         | España        | 2015-2017     | 58       | 3     |
| Real Valladolid C. F. "B" | España        | 2017-2019     | 65       | 6     |
| U. D. Ibiza               | España        | 2019-2022     | 85       | 5     |
| Burgos C. F.              | España        | 2022-2023     | 0        | 0     |
| A. D. Alcorcón            | España        | 2023-2024     | 24       | 2     |
| S. D. Huesca              | España        | 2024-act.     |          |       |
| Total carrera             | Total carrera | Total carrera | 283      | 24    |